# USS New Hampshire (BB-25)
El USS New Hampshire (BB-25) fue el sexto y último acorazado tipo pre-dreadnought clase Connecticut, última embarcación de ese tipo construida por la Armada de los Estados Unidos. Como la mayoría de los acorazados de su época, estaba armado con una batería principal de cuatro cañones calibre 305 mm, además de varios de 178 y 203 mm. Fue construido en el astillero de New York Shipbuilding Corporation, en Camden, Nueva Jersey, con su quilla colocada en mayo de 1905 y botado en junio de 1906. La embarcación finalizada fue puesta en servicio con la flota en marzo de 1908, poco más de un año después de que el revolucionario HMS Dreadnought de grandes cañones volviera obsoletas las embarcaciones como el New Hampshire.
A pesar de ser superado rápidamente por los nuevos dreadnoughts estadounidenses, el New Hampshire tuvo una carrera activa. Realizó dos viajes a Europa, en 1910 y 1911; y hundió al antiguo acorazado USS Texas, que había sido convertido en un barco objetivo. Fue particularmente activo en el Caribe durante ese período, a medida que varios países, como Haití, República Dominicana, y México atravesaban conflictos políticos internos. Estas acciones incluyeron la ocupación estadounidense del puerto de Veracruz.
Después de que Estados Unidos entrara a la Primera Guerra Mundial, en abril de 1917, la embarcación fue usada para entrenar artilleros y personal de sala de máquinas, a medida que la armada estadounidense se expandía significativamente para combatir la campaña de los U-Boote. Escoltó convoyes a finales de 1918, y después del fin de la guerra, participó en los esfuerzos por repatriar a los soldados estadounidenses de Francia. Permaneció en servicio pocos años después de la guerra, ya que el Tratado naval de Washington redujo significativamente las armadas de los países signatarios; como resultado, la embarcación fue vendida como chatarra en noviembre de 1923.

## Diseño

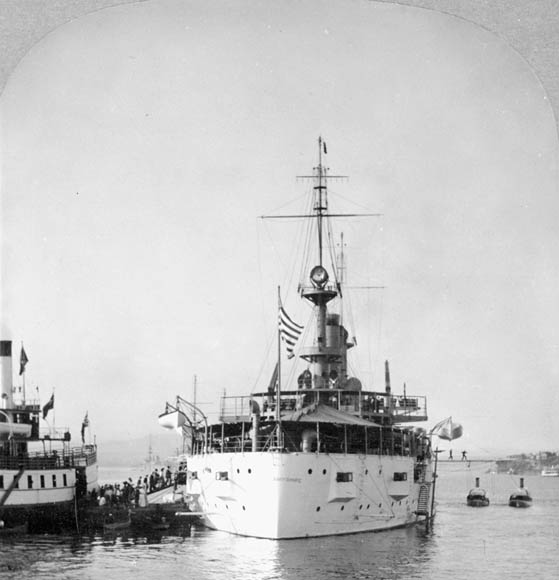
USS New Hampshire en Quebec, 1908

La clase Connecticut sucedió a los acorazados clase Virginia, corrigiendo varias de las deficiencias más significativas de los primeros diseños, la más notable, la disposición superpuesta de los cañones principales y algunos de los secundarios. Una batería terciaria pesada de cañones de 178 mm reemplazó a los de 150 mm, que habían sido usados en los diseños estadounidenses previos. A pesar de las mejoras, las embarcaciones quedaron obsoletas contra el acorazado HMS Dreadnought, terminado antes que la mayoría de los acorazados de la clase Connecticut.
El New Hampshire tenía una eslora de 139.1 m, una manga de 23.4 m, y un calado de 7.5 m. Tenía un desplazamiento estándar de 16 000 toneladas largas, y de 17 666 a máxima capacidad. Era impulsado por motores de vapor de triple expansión de dos ejes con una potencia de 16 500 caballos de fuerza (12 300 kW), conectados a dos ejes de hélices. El vapor era generado por doce calderas Babcock & Wilcox de carbón conectadas a tres chimeneas. El sistema de propulsión generaba una velocidad máxima de 18 nudos (33 km/h). Tal como fue construido, tenía mástiles militares pesados, pero fueron reemplazados en 1909 por mástiles de celosía. Tenía una tripulación de 827 oficiales y marinos, número que fue incrementado a 881 y después a 896.
Estaba armado con una batería principal de cuatro cañones calibre 305 mm/45 serie 5 en dos torretas dobles en la línea central, una en la proa y otra en la popa. La batería secundaria consistía en ocho cañones calibre 203 mm/45, y doce cañones calibre 178 mm/45. Los cañones de 203 mm estaban montados en cuatro torretas dobles en la mitad de la embarcación y los de 178 mm estaban colocados en casamatas en el casco. Contaba con veinte cañones calibre 76 mm/50 para la defensa a corta distancia contra buques torpederos, también montados en casamatas a lo largo del casco, y con doce cañones de 3 libras. Contaba también con cuatro cañones de 1 libra. Como estándar de los buques capitales de ese período, contaba con cuatro tubos lanzatorpedos de 533 mm en lanzadores sumergidos a los costados del casco.
Su cinturón blindado era de 279 mm de grosor sobre los pañoles y las salas de máquinas, y de 152 mm en el resto de la embarcación. Las torretas de la batería principal tenían costados de 305 mm de grosor, y las barbetas de apoyo tenían 254 mm en los costados expuestos. Las torretas secundarias tenían un blindaje frontal de 178 mm. La torre de mando tenía costados de 229 mm de grosor.

## Historial de servicio

### Primeros años

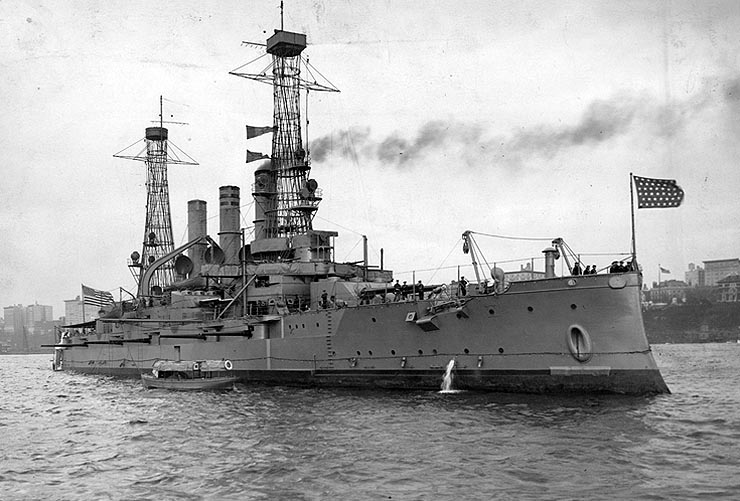
USS New Hampshire en Nueva York, 1911

La quilla del New Hampshire fue colocada en el astillero New York Shipbuilding Corporation, en Camden, Nueva Jersey, el 1 de mayo de 1905, y fue botado el 30 de junio de 1906. Fue puesto en servicio con la flota el 19 de marzo de 1908, bajo el mando del capitán Cameron Winslow. Después de finalizado su último acondicionamiento, fue usado para transportar un regimiento expedicionario de marines a Colón, Panamá el 20 de junio, lugar al que llegó seis días después. Realizó una serie de visitas a puertos de la costa norteamericana, incluidos Portsmouth, Nueva York; y Bridgeport, junto con una parada en la provincia canadiense de Quebec. Pasó por una revisión en Nueva York, seguido de ejercicios de entrenamiento en el Caribe. El 22 de febrero de 1909, participó en una revista naval para el presidente Theodore Roosevelt para recibir el regreso de la Gran Flota Blanca, en Hampton Roads, Virginia.
Realizó una serie de ejercicios de entrenamiento en el Atlántico y el Caribe a finales de 1910. El 1 de noviembre de ese año, zarpó de Hampton Roads con la Segunda División de Acorazados para visitar Europa. Ahí, las embarcaciones pararon en Cherburgo, Francia; y Weymouth, Reino Unido. La División partió de Weymouth el 30 de diciembre y regresó al Caribe para más entrenamientos, antes de continuar a Norfolk el 10 de marzo de 1911. Del 21 al 22 de marzo, realizó entrenamientos de artillería con el barco objetivo San Marcos, anteriormente el antiguo acorazado Texas, en el estrecho de Tangier, bahía de Chesapeake. En el transcurso de dos días de disparos, le provocó daños severos al antiguo barco, hundiéndolo en aguas poco profundas. Una inspección superficial de los restos, arrojó que el interior de la embarcación por encima de la línea de flotación, estaba destruido, y que había sido perforado múltiples veces por debajo de la línea de flotación.

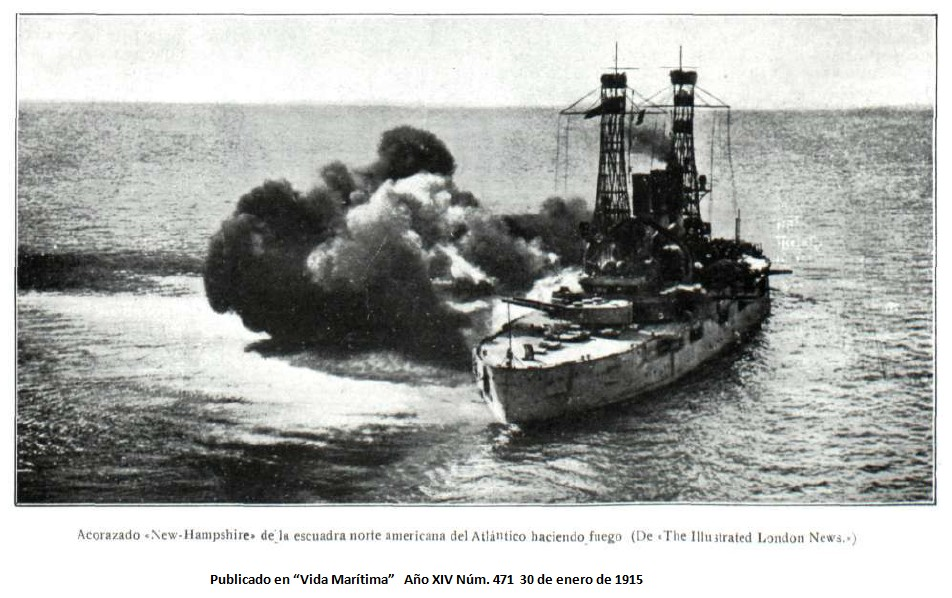
USS New Hampshire disparando contra el San Marcos, marzo de 1911

Fue preparado para otro viaje a Europa. Esta vez, las embarcaciones navegaron al mar Báltico, parando en varios puertos en Alemania, Rusia y Escandinavia, antes de regresar a Nueva Inglaterra, el 13 de julio. Pasó los siguientes tres años entrenando guardamarinas en cruceros de verano, y patrullando el Caribe. En diciembre de 1912, zarpó a la isla de La Española, durante disturbios en Haití y la República Dominicana. Del 14 de junio al 29 de diciembre de 1913, patrulló la costa caribeña de México durante la Revolución Mexicana. Al año siguiente, participó en la ocupación estadounidense del puerto de Veracruz, en México, iniciando el 15 de abril. Durante las operaciones, el capitán de la embarcación, Edwin Anderson Jr., dirigió un grupo de desembarco que fue atacado por francotiradores de la Heroica Escuela Naval Militar, aunque disparos desde los cruceros en el puerto repelieron a los francotiradores mexicanos. Por esta acción, Anderson y otros más fueron condecorados con la Medalla de Honor por sus acciones. El New Hampshire abandonó el área el 21 de abril para una revisión en Norfolk. Le siguieron una serie de ejercicios en la costa este de los Estados Unidos, antes de que regresara a Veracruz en agosto de 1915.

### Primera Guerra Mundial

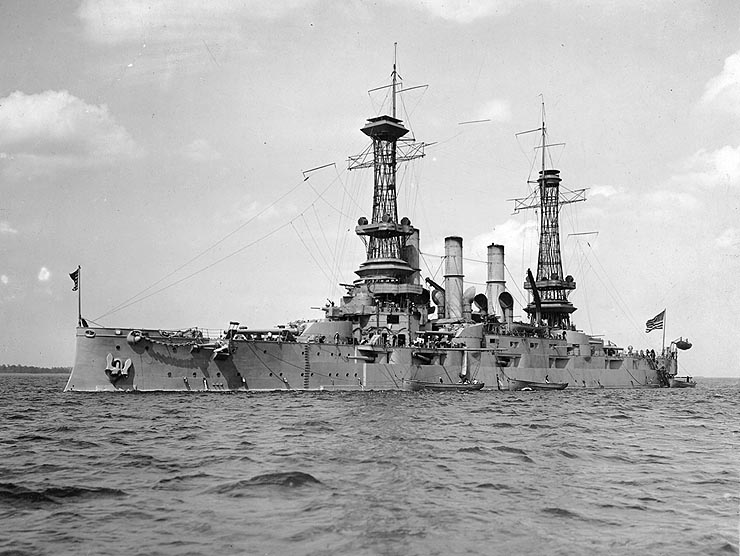
USS New Hampshire navegando en el río Hudson, diciembre de 1918

La embarcación estuvo de vuelta en Norfolk el 30 de septiembre, y se mantuvo en aguas estadounidenses hasta finales de 1916. El 2 de siembre, zarpó a Santo Domingo, capital de la República Dominicana, donde Estados Unidos había instituido un gobierno militar bajo el mando del contraalmirante Harry Knapp, en un intento por poner fin a la inestabilidad política ahí. El capitán del New Hampshire, participó en el gobierno mientras la embarcación se encontraba en el país. En febrero de 1917, regresó a Norfolk para una revisión, trabajo que estaba siendo realizado cuando Estados Unidos le declaró la guerra a Alemania, el 6 de abril. A lo largo de los siguientes dieciocho meses, la embarcación fue ocupada para el entrenamiento de artilleros y personal de sala de máquinas para la flota en rápida expansión. Durante los entrenamientos del 1 de junio de 1918, las tripulaciones de tres cañones de 179 mm a bordo del New Hampshire, comenzaron a disparar accidentalmente contra uno de los cazasubmarinos presentes; dispararon varias salvas antes de recibir la orden de cesar el fuego. Uno de los proyectiles impactó al acorazado USS Lousiana, matando a un hombre y dejando varios heridos. Mientras las embarcaciones se detenían para tomar control de la situación, un vigía reportó el periscopio de un submarino alemán; el New Hampshire y el Ohio abrieron fuego con sus cañones de 152 mm, sin ningún efecto. Los cazasubmarinos no pudieron encontrar algún submarino en el área.
En septiembre de 1918, fue asignado a tareas de escolta de convoyes, con su primera misión el 6 de septiembre. Zarpó con el acorazado Kansas y el dreadnought South Carolina para proteger un convoy HX de tropas rápido. El 16 de septiembre, los tres acorazados dejaron el convoy en el Atlántico y navegaron de vuelta a los Estados Unidos, mientras otros escoltas acompañaron al convoy hasta el puerto. El día 17, la hélice de estribor del South Carolina se averió, lo que lo obligó a reducir su velocidad a 11 nudos (20 km/h), usando solo la hélice de babor. El New Hampshire y el Kansas permanecieron con el South Carolina para escoltarlo de vuelta a puerto. Esta tarea no duró mucho, ya que Alemania firmó el armisticio que terminó la guerra el 11 de noviembre. El 24 de diciembre, el New Hampshire comenzó el primero de cuatro viajes para repatriar a los soldados de vuelta de los campos de batalla europeos. En el primer viaje, navegó con el Lousiana; las dos embarcaciones arribaron a Brest, Francia, el 5 de enero de 1919. Entre las dos, transportaron a 2169 hombres, incluidos ocho civiles.

### Carrera posguerra
Para 1919, le habían sido retirados todos los cañones de 179 mm y ocho de 76 mm, y le habían sido instalados dos cañones antiaéreos de 76 mm. El 22 de junio de 1919, la embarcación entró en dique seco en Filadelfia para una revisión. Un año después, el 5 de junio de 1920, comenzó un crucero para guardamarinas en el Pacífico, por la vía del Canal de Panamá. El crucero llevó a la embarcación hacia Hawái, además de varias ciudades en la costa oeste de los Estados Unidos. Regresó a Filadelfia el 11 de septiembre. Del 18 de octubre al 12 de enero de 1921, sirvió como buque insignia para una misión en Haití. El 25 de enero, cruzó el Atlántico hacia Europa para transportar los restos de August Ekengren, enviado sueco para los Estados Unidos. Arribó a Estocolmo el 14 de febrero; en su viaje de regreso, se detuvo en Kiel, Alemania, y Gravesend, Reino Unido. Llegó a Filadelfia el 24 de marzo, donde fue dado de baja el 21 de mayo. De acuerdo a los términos del Tratado naval de Washington, fue vendido como chatarra el 1 de noviembre de 1923 y posteriormente fue desguazado.